# Кёрбер, Густав Вильгельм
Густав Вильгельм Кёрбер (нем. Gustav Wilhelm Körber; 1817—1885) — немецкий лихенолог. Вместе с А. Б. Массалонго (1824—1860) считается «отцом итальянско-силезской школы лихенологии».

## Биография
Густав Вильгельм Кёрбер родился 10 января 1817 года в городе Гиршберг (современная Еленя-Гура). Учился в Университете Бреслау и в Берлинском университете, в 1839 году стал доктором философии. С 1842 года Кёрбер преподавал в Елизаветинской гимназии в Бреслау. В 1862 году Густав Вильгельм был назначен королевским профессором Университета Бреслау, в 1873 году стал экстраординарным профессором.
Кёрбер в 1881 году продал основную часть своего ботанического гербария Национальному гербарию Нидерландов, в настоящее время располагающемся в Лейденском университете (L). Образцы, собранные Кёрбером после продажи основного гербария, хранятся во Вроцлавском университете (WRSL).
Скончался Густав Вильгельм Кёрбер 27 июля 1885 года в Бреслау.

## Некоторые научные работы
- Körber, G.W. (1848). Grundriss der Kryptogamen-Kunde. 203 p.
- Körber, G.W. (1854—1855). Systema lichenum Germaniae. 458 p.
- Körber, G.W. (1859—1865). Paterga lichenologica. 501 p.

## Роды, названные в честь Г. В. Кёрбера
- Koerberia A.Massal., 1854
- Koerberiella Stein, 1879